# Nagoya Women’s Marathon
Der Nagoya Women’s Marathon (japanisch 名古屋ウィメンズマラソン; bis 2010 名古屋国際女子マラソン Nagoya Kokusai Joshi Marason, deutsch „Internationaler Frauenmarathon Nagoya“) ist ein Marathon für Frauen, der seit 1984 im März in Nagoya stattfindet. Er wird von der Japan Association of Athletics Foundations (JAAF) und der Chūnichi Shimbun organisiert. Von 1980 bis 1983 fand ein Rennen über 20 km statt.
2011 wurde die Veranstaltung abgesagt, da zwei Tage zuvor sich ein schweres Erdbeben in Ostjapan ereignet hatte.
2012 wurde das Rennen, das bis dahin der weiblichen Laufelite vorbehalten war, für Hobbyläuferinnen geöffnet.
2022 lief Ruth Chepngetich mit 2:17:18 Stunden die erste Zeit unter 2:20 Stunden in Nagoya.

## Statistik

### Streckenrekord
- 2:17:18, Ruth Chepngetich (KEN), 2022

### Siegerinnenliste
Quellen: Website des Veranstalters, ARRS

#### Marathon
| Datum         | Siegerin                  | Nation                 | Zeit                   |
| ------------- | ------------------------- | ---------------------- | ---------------------- |
| 10. März 2024 | Yuka Ando                 | Japan                  | 2:21:18                |
| 12. März 2023 | Ruth Chepngetich -2-      | Kenia                  | 2:18:08                |
| 13. März 2022 | Ruth Chepngetich          | Kenia                  | 2:17:18                |
| 14. März 2021 | Mizuki Matsuda            | Japan                  | 2:21:51                |
| 8. März 2020  | Mao Ichiyama              | Japan                  | 2:20:29                |
| 10. März 2019 | Helalia Johannes          | Namibia                | 2:22:25                |
| 11. März 2018 | Meskerem Assefa           | Äthiopien              | 2:21:45                |
| 12. März 2017 | Eunice Jepkirui Kirwa -3- | Bahrain                | 2:21:17                |
| 13. März 2016 | Eunice Jepkirui Kirwa -2- | Bahrain                | 2:22:40                |
| 8. März 2015  | Eunice Jepkirui Kirwa     | Bahrain                | 2:22:08                |
| 9. März 2014  | Marija Konowalowa         | Russland               | 2:23:43                |
| 10. März 2013 | Ryōko Kizaki              | Japan                  | 2:23:34                |
| 11. März 2012 | Albina Majorowa           | Russland               | 2:23:52                |
| 13. März 2011 | Veranstaltung abgesagt    | Veranstaltung abgesagt | Veranstaltung abgesagt |
| 14. März 2010 | Yuri Kanō                 | Japan                  | 2:27:11                |
| 8. März 2009  | Yoshiko Fujinaga          | Japan                  | 2:28:13                |
| 9. März 2008  | Yurika Nakamura           | Japan                  | 2:25:51                |
| 11. März 2007 | Yasuko Hashimoto          | Japan                  | 2:28:49                |
| 12. März 2006 | Harumi Hiroyama           | Japan                  | 2:23:26                |
| 13. März 2005 | Yumiko Hara               | Japan                  | 2:24:19                |
| 14. März 2004 | Reiko Tosa                | Japan                  | 2:23:57                |
| 9. März 2003  | Takami Ōminami            | Japan                  | 2:25:03                |
| 10. März 2002 | Mizuki Noguchi            | Japan                  | 2:25:35                |
| 11. März 2001 | Kazumi Matsuo             | Japan                  | 2:26:01                |
| 12. März 2000 | Naoko Takahashi -2-       | Japan                  | 2:22:19                |
| 14. März 1999 | Ljubow Morgunowa          | Russland               | 2:27:43                |
| 8. März 1998  | Naoko Takahashi           | Japan                  | 2:25:48                |
| 9. März 1997  | Madina Biktagirowa        | Russland               | 2:29:30                |
| 10. März 1996 | Izumi Maki                | Japan                  | 2:27:32                |
| 12. März 1995 | Kamila Gradus -2-         | Polen                  | 2:27:29                |
| 13. März 1994 | Eriko Asai                | Japan                  | 2:30:30                |
| 7. März 1993  | Kamila Gradus             | Polen                  | 2:27:38                |
| 1. März 1992  | Teruko Ōe                 | Japan                  | 2:31:04                |
| 3. März 1991  | Sachiko Yamashita         | Japan                  | 2:31:02                |
| 4. März 1990  | Wanda Panfil              | Polen                  | 2:31:04                |
| 5. März 1989  | Zhao Youfeng -2-          | Volksrepublik China    | 2:28:20                |
| 6. März 1988  | Zhao Youfeng              | Volksrepublik China    | 2:27:56                |
| 1. März 1987  | Carla Beurskens           | Niederlande            | 2:28:27                |
| 2. März 1986  | Katrin Dörre              | Deutschland            | 2:29:33                |
| 3. März 1985  | Nanae Sasaki -2-          | Japan                  | 2:33:57                |
| 4. März 1984  | Glenys Quick              | Neuseeland             | 2:34:25                |

#### 20 km
| Datum         | Siegerin      | Nation             | Zeit    |
| ------------- | ------------- | ------------------ | ------- |
| 27. Feb. 1983 | Ellen Hart    | Vereinigte Staaten | 1:08:58 |
| 7. März 1982  | Cathie Twomey | Vereinigte Staaten | 1:06:52 |
| 8. März 1981  | Mie Tanaka    | Japan              | 1:17:50 |
| 9. März 1980  | Nanae Sasaki  | Japan              | 1:16:10 |